# Aphanogmus fasciipennis
Aphanogmus fasciipennis är en stekelart som beskrevs av Thomson 1858. Aphanogmus fasciipennis ingår i släktet Aphanogmus och familjen pysslingsteklar. Arten är reproducerande i Sverige. Inga underarter finns listade i Catalogue of Life.